# Victor-Alphonse Massie
Victor-Alphonse Massie (* 24. April 1854 in Marseille; † 30. November 1892 in Süd-Laos) war ein französischer Militärapotheker und Forschungsreisender der Mission Pavie im Norden Indochinas.

## Leben
Massie trat 1875 in den pharmazeutischen Dienst des französischen Heeres ein und begann dort eine Apothekerausbildung. Er wurde in den folgenden Jahren in Perpignan sowie Constantine und Biskra in Französisch-Algerien eingesetzt. Im Jahr 1885 schiffte er sich in Marseille Richtung Südostasien ein und nahm an der Endphase der Tonkin-Expedition, der militärischen Unterwerfung Vietnams, teil. Im Anschluss war er, inzwischen im Dienstgrad eines Pharmacien-major de seconde classe, in Langson an der Grenze zu China stationiert.
Im Jahr 1888 schloss sich Massie der Forschungsmission des Auguste Pavie an. Pavie war 1886 zum ersten Vizekonsul im laotischen Luang Prabang ernannt worden, hatte den dortigen König im Folgejahr bei der Plünderung der Stadt durch die Ho-Banditen gerettet und ihn schließlich überzeugt, Frankreich um Protektion zu bitten – trotz heftiger Proteste des bisherigen Suzeräns Siam. Sowohl Frankreich als auch Siam beanspruchten nun die Oberherrschaft über das Königreich Luang Prabang. Während der französisch-siamesische Konflikt zu eskalieren drohte, stellte Pavie eine Erkundungsmission zusammen, mit dem Ziel die laotische Mekongregion und die angrenzenden Tai-Stammesfürstentümer im Tal des Schwarzen Flusses (im heutigen Nordwestvietnam) zu kartografieren und wissenschaftlich zu erforschen. Er reagierte damit auf eine britisch-siamesische Vermessungsmission unter James McCarthy, die ebenfalls in Laos unterwegs war.
Obwohl Massie vermutlich aufgrund seiner medizinisch-pharmazeutischen Kenntnisse für die Mission ausgewählt worden war, entwickelte er sich innerhalb kurzer Zeit zu einem vielseitig interessierten Forscher. So wurde er unter anderem als Geologe, Paläontologe, Archäologe, Botaniker und Linguist tätig. Gemeinsam mit dem Geologen Counillon erkundete er zunächst das nördliche Umland von Luang Prabang. Später unternahm er zusammen mit dem Diplomaten Lefèvre-Pontalis und zwei Handelsvertretern eine Mission zum Tai-Fürsten Đèo Văn Trị und begleitete diesen zu einem Treffen mit dem Generalgouverneur in Hanoi. Zu seinen wichtigsten Entdeckungen in diesen Jahren zählen eine Reihe stein- und bronzezeitlicher Artefakte (hauptsächlich Beile), verschiedene Fossilien sowie rund 850 Pflanzenproben (darunter das Holotyp-Exemplar der Jasmin-Art Jasminum harmandianum). Auch verfasste er ein Laotisch-Wörterbuch.
Anfang 1892 wurde Pavie zusätzlich zum Gesandten Frankreichs in Bangkok ernannt. Während seiner Abwesenheit sollte Massie, mit dem er inzwischen gut befreundet war, als Interim-Vizekonsul die Amtsgeschäfte in Luang Prabang übernehmen.
Im September 1892 ließen die siamesischen Statthalter von Nong Khai und Khammuan am mittleren Mekong mehrere französische Händler wegen Opiumschmuggels festsetzen und ausweisen. Währenddessen machte sich Massie, der an einer schweren Fiebererkrankung litt, mit einem Boot auf den Weg nach Süden Richtung Saigon. In der Nähe der Mekongfälle im äußersten Süden von Laos beging er jedoch aus unklaren Gründen Suizid, möglicherweise aufgrund fieberbedingter Wahnvorstellungen.  Obwohl es keinerlei Indizien für ein Fremdverschulden gab, machte die französische Koloniallobby Siam verantwortlich. Siamesische Beamte hätten Massie durch Schikane und Demütigungen in den Tod getrieben. So sei etwa die französische Flagge seiner Mission mit einem Fischschwanz verunstaltet worden.
Trotz der wenig glaubhaften Vorwürfe forderte die öffentliche Meinung in Frankreich Vergeltung für Massie, der nun als Märtyrer der Kolonisation gepriesen wurde. Pavie forderte Siam auf, das Ostufer des Mekong zu räumen, und im März 1783 entsandte der Generalgouverneur von Indochina Truppen an den Mekong, was den Beginn des Französisch-Siamesischen Krieges darstellte. Ein Jahr nach Massies Tod war Laos in französischer Hand.
Eines der drei ersten Kanonenboote, die während des Krieges über eine neu errichtete Pioniereisenbahn – zur Umgehung der Mekongfälle – nach Laos gebracht wurden, wurde nach Massie benannt.